# Mary Ann Cotton
Mary Ann Cotton (ur. w październiku 1832, zm. 24 marca 1873) – angielska seryjna morderczyni, skazana na śmierć i powieszona w marcu 1873 za otrucie arszenikiem trzech z czterech swoich mężów. Podczas procesu i po nim przypuszczano, że liczba jej ofiar mogła sięgnąć dwudziestu jeden. Wśród nich miało być jedenaścioro z trzynaściorga jej dzieci, a także dwóch kochanków, przyjaciółka morderczyni i matka przyjaciółki.
Wszystkich zbrodni miała dokonać z motywów finansowych: w większości przypadków po śmierci ofiar to ona sama zgłaszała się po odszkodowanie z tytułu ubezpieczenia na życie.
Arszenik był w owym czasie powszechnie dostępną trutką przeciwko gryzoniom, był także wykorzystywany do produkcji przedmiotów codziennego użytku, kosmetyków czy ozdób. Trucizna ta u ludzi, zwłaszcza podawana sukcesywnie, wywołuje zatrucie arszenikiem objawiające się m.in. bólami brzucha, wymiotami i biegunką, a w odpowiednio wysokich dawkach może prowadzić do śmierci. Podobne objawy zaobserwowano u dzieci Mary Ann Cotton. Wedle dostępnych szacunków około jedną trzecią wszystkich otruć w wiktoriańskiej Anglii dokonano za pomocą arszeniku.
Historia Mary Ann Cotton, pierwszej znanej seryjnej morderczyni na Wyspach Brytyjskich, rozpalała wyobraźnię współczesnych, szczególnie w północno-wschodniej Anglii, gdzie jej proces był szeroko opisywany w prasie; została także unieśmiertelniona w dziecięcych wyliczankach i rymowankach ułożonych jeszcze przed jej egzekucją, lub wkrótce po niej. Z czasem jednak została niemal zupełnie zapomniana, a w kulturze masowej Wielkiej Brytanii jej rola jako ikony seryjnego mordercy została przejęta przez innych zbrodniarzy, zwłaszcza przez aktywnego kilkanaście lat później Kubę Rozpruwacza.
Dopiero w stulecie egzekucji, w 1973 na Wyspach Brytyjskich ukazała się biografia morderczyni autorstwa Arthura Appletona, dzięki której jej historia na nowo trafiła do szerszego odbiorcy. W ostatnich kilkudziesięciu latach notuje się jednak zwiększone zainteresowanie jej przypadkiem, jej historia bywa wykorzystywana m.in. jako przykład konieczności pogłębionych badań ról społecznych dla zrozumienia fenomenu seryjnych zabójców. W 2015 sieć telewizyjna ITV rozpoczęła nagrywanie dwuodcinkowego miniserialu telewizyjnego Dark Angel (Mroczny Anioł) opartego na motywach historii morderczyni, z Joanne Froggatt w roli Mary Ann Cotton.